# Mikael Boström
Mikael Boström, född den 3 oktober 1970 i Sjundeå, är en finländsk orienterare som tog VM-silver i stafett 1997 och 1999 samt blev nordisk mästare på klassisk distans 1997.